# Jönköping Bandy IF
Jönköping Bandy IF (JB) är en bandyklubb i Jönköping, som bildades den 14 augusti 1947 som IK Norrby innan namnbytet till Järhaga SK kom 1949, och till Jönköping Bandy IF i mitten av 2005. Namnet Jönköping Bandy IF antogs delvis för att ha med klubbens hemort i namnet. Då klubben 1949 inträdde i Riksidrottsförbundet och fick byta namn för att inte förväxlas med Norrby IF i Borås. Fram till 1988 hade Järhaga SK även fotboll på programmet.

## Bandy

### Herrarna
Hemmaarenan heter Råslätts IP, och blev en konstfrusen bandybana den 15 januari 1988. Bland de mest kända spelarna som spelat för Järhaga SK finns Hans Öhling från Nässjö IF och Stefan "Malung" Johansson från Vetlanda BK. Sedan 1990 har klubbens A-lag, med blandade resultat, oavbrutet spelat i Sveriges näst högsta division. Jönköping Bandy IF bedriver även en omfattande ungdomsverksamhet.
1963 påbörjades klubbens bandyverksamhet, och 1965 lyckades man ta sig upp i Division V, och vid denna tid hade man även hunnit skaffa sig ett B-lag. Mot slutet av 1960-talet ökade bandyintresset ännu, juniorlag startades och flera pojklag deltog i seriespel.
Järhaga SK kvalificerade sig för spel i Division II, då Sveriges näst högsta division i bandy, säsongen 1969/1970 . Mitt under säsongen mötte man Nässjö IF hemma på Ljungarumsvallen och matchen drog så stor publik att bilarna nästan stod i vägen för Skogskyrkogården.
Säsongen 1970/1971 spelade man i samma serie som Nässjö IF och Vetlanda BK, Division II. Mildvinter rådde, och då is saknades på Ljungarumsvallen fick man skotta upp en isbana vid Axamo gård vid Axamosjön.
Under första halvan av 1980-talet spelade Järhaga SK växelvis i Division 3 och Division 2, och lyckades ta sig upp i Division 1 säsongen 1986/1987. Säsongen 1987/1988 åkte man ur, och säsongen 1988/1989 fick A-laget en ny tränare, Jan Gustafsson, som lyckades ta upp A-laget till division 1 igen, där man säsongen 1989/1990 slutade på sjätte plats med 16 poäng i serien.
Säsongen 1991/1992 anlände även två ryssar till Järhagas A-lag. Från ryska elitlaget HK Vodnik, Archangelsk, värvades då Vjatjeslav Serov och Sergei Firsov.
Under 1990-talet anordnade Järhaga SK sina två första landskamper. Den första spelades mellan Sverige och Ryssland 1993 och lockade 2000 åskådare till Råslätts IP. Den andra i januari 1997 mellan samma lag.
Säsongen 1996/1997 höll A-laget på att åka ur Division 1, men vände mötet mot Målilla GoIF från underläge, 1-5, till seger, 6-5 då endast 17 minuter återstod. Man slutade på åttonde plats med 15 poäng. Samma år tog farmarklubben BK Jönköping, bildade 1993, hem seriesegern i Division 3 och vann kvalspelet till Division 2 under ledning av Hans Björkqvist. Under 1990-talet skördade Järhaga SK framgångar på ungdomssidan, och många juniorer fick chansen att provspela i A-laget och presterade bra. Säsongen 1993/1994 vann klubbens pojkar födda 1978/1979 klubbens första distriktsmästerskap då man finalbesegrade Tranås BoIS med 4-3. Säsongen 1994/1995 blev klubbens flicklag distriktsmästare genom att slå Nässjö IF med 3-2.
1997 firade klubben 50-årsjubileum, och säsongen 1997/1998 lyckades man med Gert Johansson som ny spelande tränare placera sig på andra palts i Division 1. Samma år debuterade BK Jönköping i Division 2, där man slutade på fjärde plats. Denna säsong dessutom även ett juniorlag och ett A-pojklag i regionala SM-serier.
I början av 2000-talet försågs isbanan på Råslätts IP med en ny läktare, med tak på isbanans vänstra sida. Dessutom byggdes även en konstgräsplan för fotboll och en isbana på 40x60 meter. Samarbete med Månsarp IF påbörjades.
Två säsonger i rad, 1999/2000 och 2000/2001, fick Järhaga SK stipendium på 25 000 SEK för sitt ungdomsarbete, första gången av Folksam Idrottsfond och andra gången av Birka Energi och Svenska Bandyförbundet. Ungdomslagen presterade bra, säsongen 2004/2005 slutade klubbens P 17-lag på en andra plats i SM-slutspelet.
Även säsongerna 2004/2005, 2005/2006 och 2006/2007 spelade Jönköping Bandy IF i Division 1. Inför säsongen 2007/2008 gjordes en omläggning av serierna, och klubben hamnade då i Allsvenskan södra. Där tvingades man såväl säsongen 2007/2008 som 2008/2009 till negativt kvalspel, men lyckades båda gångerna hålla sig kvar.
Den 21 januari 2013 spelade man en träningsmatch på Råslätts IP, där man vann med 5-4 över USA:s landslag.

### Damerna
2005/2006 gjorde damlaget debut i Division 1 och placerade sig i tabellens mitt. Samma år spelade sex spelare från JB/WIK för "Smålandslaget" i Svenska Spel Cup, och i och med segern där fick de spela två inofficiella landskamper mot Finland. En annan stor framgång var då när F 17-laget, i samarbete med Waggeryds IK, vann SM-guld efter seger med 4-2 mot IFK Nässjö under säsongen 2006/2007.
Under säsongen 2007/2008 kvalificerade sig damlaget för spel i Allsvenskan kommande säsong. Väl där säsongen 2008/2009 slutade man dock sist och föll efter kvalspel ur serien.

## Fotboll
I början av 1960-talet tog sig A-laget i fotboll upp i Division V, för att tre år senare vinna de denna serie. Tidigare hade man enbart medverkat i reservlagsseriespel.
Under 1970-talet, då det gick allt bättre för bandysektionen, började fotbollssektionen tappa anhängare under hela decenniet, och åren 1972-1975 låg B-laget i fotboll nere. Efter att i några år ha medverkat i korpsammanhang dog fotbollsverksamheten ut under slutet av 1980-talet, fastän A-laget avancerade till Division V 1982.